# John Orr
John Orr (ur. 20 sierpnia 1865 w Neilston, zm. 5 listopada 1935 w Kapsztad) – szkocki rugbysta, reprezentant kraju.
W latach 1889–1893 w rozgrywkach Home Nations Championship rozegrał dwanaście spotkań dla szkockiej reprezentacji zdobywając trzy przyłożenia.